# Гюнтер Виктор (Шварцбург-Рудолщат)
Гюнтер Виктор фон Шварцбург-Рудолщат (на немски: Günther Viktor, Fürst zu Schwarzburg-Rudolstadt; * 21 август 1852, Рудолщат; † 16 април 1925, Зондерсхаузен) от фамилията Шварцбург, е княз на Шварцбург-Рудолщат (1852 – 1925), граф на Хонщайн, господар на Лойтенберг, Бланкенбург и др. (1890 – 1909), княз на Шварцбург-Зондерсхаузен (1909 – 1918), генерал на кавалерията (1900) на Кралство Прусия. Той е последният регент на двете княжества до Ноемврийската революция 1918 г., абдикира на 22 ноември 1918 г.

## Биография
Той е единствен син на фелдмаршал-лейтенант принц Франц Фридрих Адолф фон Шварцбург-Рудолщат (1801 – 1875) и принцеса Матилда фон Шьонбург-Валденбург (1826 – 1914), дъщеря на княз Ото Виктор I фон Шьонбург (1785 – 1859) и принцеса Текла фон Шварцбург-Рудолщат (1795 – 1861), братовчедка на бащата на Гюнтер. Внук е на принц Карл Гюнтер фон Шварцбург-Рудолщат (1771 – 1825) и принцеса Луиза Улрика фон Хесен-Хомбург (1772 – 1854). Правнук е на княз Фридрих Карл фон Шварцбург-Рудолщат (1736 – 1793) и принцеса Фридерика София фон Шварцбург-Рудолщат (1745 – 1778).
Сестра му Мария Каролина Августа (1850 – 1922, Хага) е омъжена в Рудолщат на 4 юли 1868 г. за велик херцог Фридрих Франц II фон Мекленбург-Шверин (1823 – 1883).
Гюнтер Виктор получава уроци от 1863 до 1868 г. от пастор Паул Лео. След това той учи в гимназия в Дрезден и от 1868 г. е подготвян за военна кариера. По това време той пътува до Белгия, Франция и Англия.
Заради войната против Франция Гюнтер Виктор напуска училището и през 1870 г. участва във войската на Мекленбург при зет си Фридрих Франц II. Той получава „Железния кръст II. класа“ и „почетния кръст на Шварцбург II. класа“.
През 1871 г. принцът е освободен от войската и следва право, държавни науки и история на изкуството в Лайпциг. От февруари 1874 г. Гюнтер отново е военно активен. На 25 юни 1886 г. получава Орден Черен орел.
На 19 януари 1890 г. умира втория му братовчед княз Георг Алберт и Гюнтер Виктор поема управлението. На 27 януари 1900 г. е повишен на генерал на кавалерията.
На 28 март 1909 г. умира княз Карл Гюнтер фон Шварцбург-Зондерсхаузен бездетен и според домашния договор от 1713 г. Гюнтер Виктор става също княз в Персоналунион на Шварцбург-Зондерсхаузен.
Гюнтер Виктор фон Шварцбург-Рудолщат умира на 16 април 1925 г. на 72 години в Зондерсхаузен. Наследен е от Зицо фон Шварцбург (1860 – 1926), син от морг. брак на княз Фридрих Гюнтер (1793 – 1867).

## Фамилия
Гюнтер Виктор фон Шварцбург-Рудолщат се сгодява през ноември 1890 г. за Луиза Шарлота фон Саксония-Алтенбург. Годежът е развален през 1891 г.
На 9 декември 1891 г. в дворец Рудолщат се жени за първата си братовчедка принцеса Анна Луиза фон Шьонбург-Валденбург (* 19 февруари 1871, Хермсдорф; † 7 ноември 1951, дворец Зондерсхаузен), дъщеря на принц Георг фон Шьонбург-Валденбург (1828 – 1900) и принцеса Луиза фон Бентхайм-Текленбург (1844 – 1922). Те имат мъртвородено дете (*/† 3 септември 1892, Рудолщат).
През 1942 г. вдовицата му Анна Луиза фон Шьонбург-Валденбург (1871 – 1951) осиновява племенника си Вилхелм фон Шьонбург-Валденбург (1913 – 1944), също и синът му Улрих (* 1940).
- Гюнтер Виктор фон Шварцбург-Рудолщат
- Анна-Луиза фон Шьонбург-Валденбург, съпруга на Гюнтер Виктор